# Thomas FitzGerald, 10. Earl of Kildare
Thomas FitzGerald, 10. Earl of Kildare, genannt Silken Thomas (irisch Tomás an tSíoda) (* 1513 in London; † 3. Februar 1537 in Tyburn, Middlesex), war irischer Peer und Rebellenführer.

## Leben
Thomas FitzGerald war der älteste Sohn des Gerald FitzGerald, 9. Earl of Kildare (1487–1534), aus dessen erster Ehe mit Elizabeth Zouche († 1517).
Nach dem Tod seiner Mutter wurde er von Janet Eustace, der Gattin des Stewards seines Vaters, Sir Walter Delahide, erzogen. Er verbrachte einige Jahre am englischen Königshof und heiratete dort spätestens im Dezember 1529 Frances Fortescue, Tochter des Adrian Fortescue. Die Ehe blieb kinderlos.

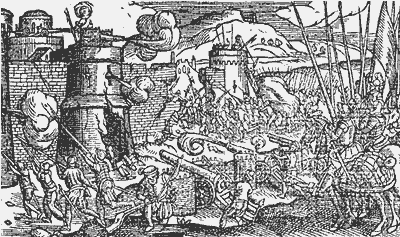
Der Angriff auf Dublin Castle durch Silken Thomas, Holzschnitt aus dem 16. Jahrhundert

Bevor Thomas’ Vater 1534 nach England an den Hof gerufen wurde, ernannte er seinen Sohn zu seinem Stellvertreter als Lord Deputy of Ireland. Sein Vater wurde infolge der Anhörung im Tower of London inhaftiert. Nachdem Thomas Gerüchte zu Ohren gekommen waren, sein Vater sei hingerichtet worden und ihm und seinen Verwandten drohe dasselbe Schicksal, versammelte er den Rat in der St. Mary’s Abbey in Dublin und widerrief den Treueid gegenüber König Heinrich VIII., Lord of Ireland. Im Juli griff er erfolglos Dublin Castle an. Den Lordkanzler von Irland und Erzbischof von Dublin, John Alen, der versuchte zu vermitteln, ließ er hinrichten, woraufhin FitzGerald den Rückhalt der Kirche verlor. Inzwischen war sein Vater in London verstorben, so dass Fitzgerald dessen Titel und Ländereien als Earl of Kildare erbte.
Für seine Rebellion erhielt in der Bevölkerung weniger Unterstützung, als er sich erhofft hatte. Angesichts der bald herangeführten englischen Truppen schmolzen seine Truppen vielmehr immer mehr zusammen. FitzGerald verlor im März 1535 seine Basis in Maynooth Castle und ergab sich unter Zusicherung von freiem Geleit. Thomas wurde im Tower inhaftiert, zusammen mit seinen fünf Onkeln des Hochverrats angeklagt und zum Tode verurteilt. Er wurde vom Parlament geächtet (Bill of Attainder), womit ihm alle seine Titel und Würden aberkannt und seine Ländereien von der Krone eingezogen wurden. Das Todesurteil wurde durch Drawing and quartering am 3. Februar 1537 in Tyburn vollstreckt. Erst 1569 erreichte sein Halbbruder Gerald FitzGerald einen Parlamentsbeschluss, der die Ächtung aufhob und ihm den Titel als 11. Earl wiederherstellte.